# З історії західноукраїнських земель
З історії західноукраїнських земель — серійний збірник наукових праць відділу історії України Інституту суспільних наук АН УРСР у Львові. Видавався в 1957—60 рокак за редакцією І.Крип'якевича. 1962 року випуск поновлено під назвою «З історії Української РСР». До 1960 вийшло 5 номерів. У них друкувалися матеріали, що підсумовували наукові дослідження з економічної й політичної історії західноукраїнських земель. Опубліковані статті про розвиток ремесла, промислів і торгівлі, соціальну структуру населення та суспільно-політичну боротьбу в містах Львів і Дрогобич у 16—18 ст., про селянський рух на західноукраїнських землях 17 — 1-ї половини 19 ст., розвиток капіталізму в промисловості й сільському господарстві, становище народних мас, про суспільно-політичний рух у 2-й половині 19 — на початку 20 ст., соціально-економічні та політичні процеси в західних областях УРСР (1939-41).